# Erika Sawajiri
Erika Sawajiri este o actriță, un fotomodel și o cântăreață pop japoneză. Ea a jucat în filme precum Pacchigi și seriale precum 1 Litre no Namida. A fost căsătorită cu Tsuyoshi Takashiro, dar au divorțat în 2013.

## Trivia
- A fost ales Fuji TV Visual Queens în 2002, cu Yui Ichikawa, Karina și Ayano Yarita.
- A lansată trei cântece: Taiyou no Uta, Free și Destination Nowhere
- A fost căsătorită cu Tsuyoshi Takashiro.
- Caracterul ei este My-Pace.

## Filmografie

### Seriale TV
- Ooku
- 1 Litre no Namida
- Taiyou no Uta
- Mumei

### Filme
- Pacchigi!
- Closed Note
- Helter Skelter
- Tegami

## Lucrări

### Photobooks-uri
- P-chu!
- erika
- ERIKA 2007
- 100 + 1 Erikas

## Discografie

### Cântece
- Taiyou no Uta
- Free
- Destination Nowhere

### VHS/DVD-uri
- Ca va?
- erica
- COLOR
- ERIKA 2007

## Vezi și
- Gravure idol
- Tsuyoshi Takashiro
- Avex Group
- Stardust Promotion